# Marionina vancouverensis
Marionina vancouverensis är en ringmaskart som beskrevs av Kathryn Coates 1980. Marionina vancouverensis ingår i släktet Marionina och familjen småringmaskar. Inga underarter finns listade i Catalogue of Life.